# 錦龍苑
錦龍苑（英語：Kam Lung Court）是香港房屋委員會所興建的居屋屋苑之一，位於新界沙田區的馬鞍山利安邨隔鄰，由禮頓建築承建，於1993年入伙，屬居屋第13期乙及第14期乙。為馬鞍山第4個居屋屋苑。現時管理公司為佳定集團。
值得一提是，此屋苑與錦鞍苑和錦駿苑亦是馬鞍山內不用「錦」字樓宇命名的居屋。

## 屋苑資料

### 樓宇
| 樓宇名稱（座號） | 樓宇類型 | 落成年份 | 樓宇層數 | 每層伙數 | 單位數目（伙） | 承建商 （地基承建商） | 提供升降機的廠商 |
| ---------------- | -------- | -------- | -------- | -------- | -------------- | --------------------- | ---------------- |
| 龍悅閣（A座）    | 新十字型 | 1993年   | 35       | 10       | 350            | 禮頓建築 （中國建築） | 通力             |
| 龍欣閣（B座）    | 新十字型 | 1993年   | 35       | 10       | 350            | 禮頓建築 （中國建築） | 通力             |
| 龍耀閣（C座）    | 新十字型 | 1993年   | 35       | 10       | 350            | 禮頓建築 （中國建築） | 通力             |
| 龍昇閣（D座）    | 新十字型 | 1993年   | 35       | 10       | 350            | 禮頓建築 （中國建築） | 通力             |

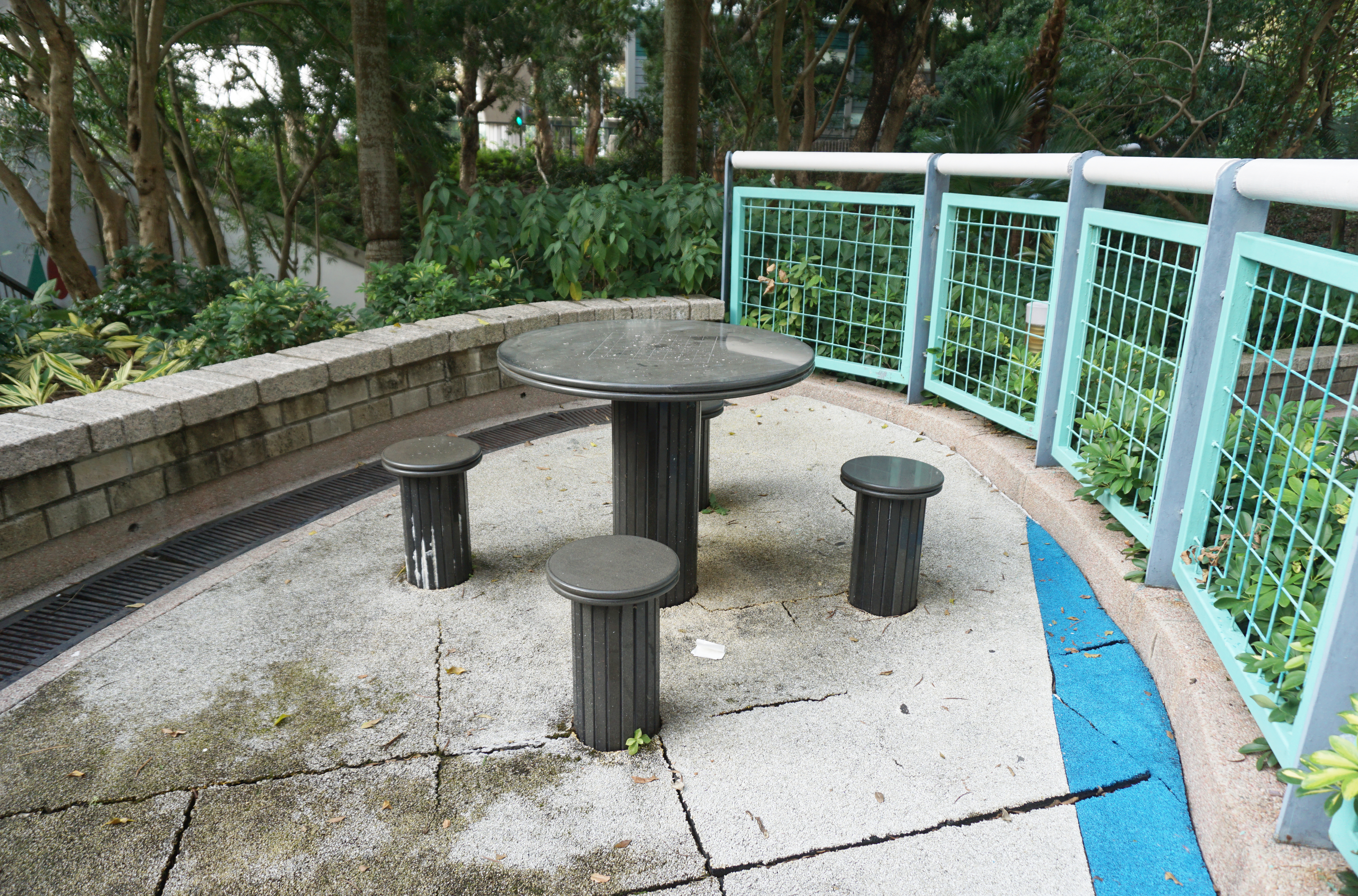
棋藝區
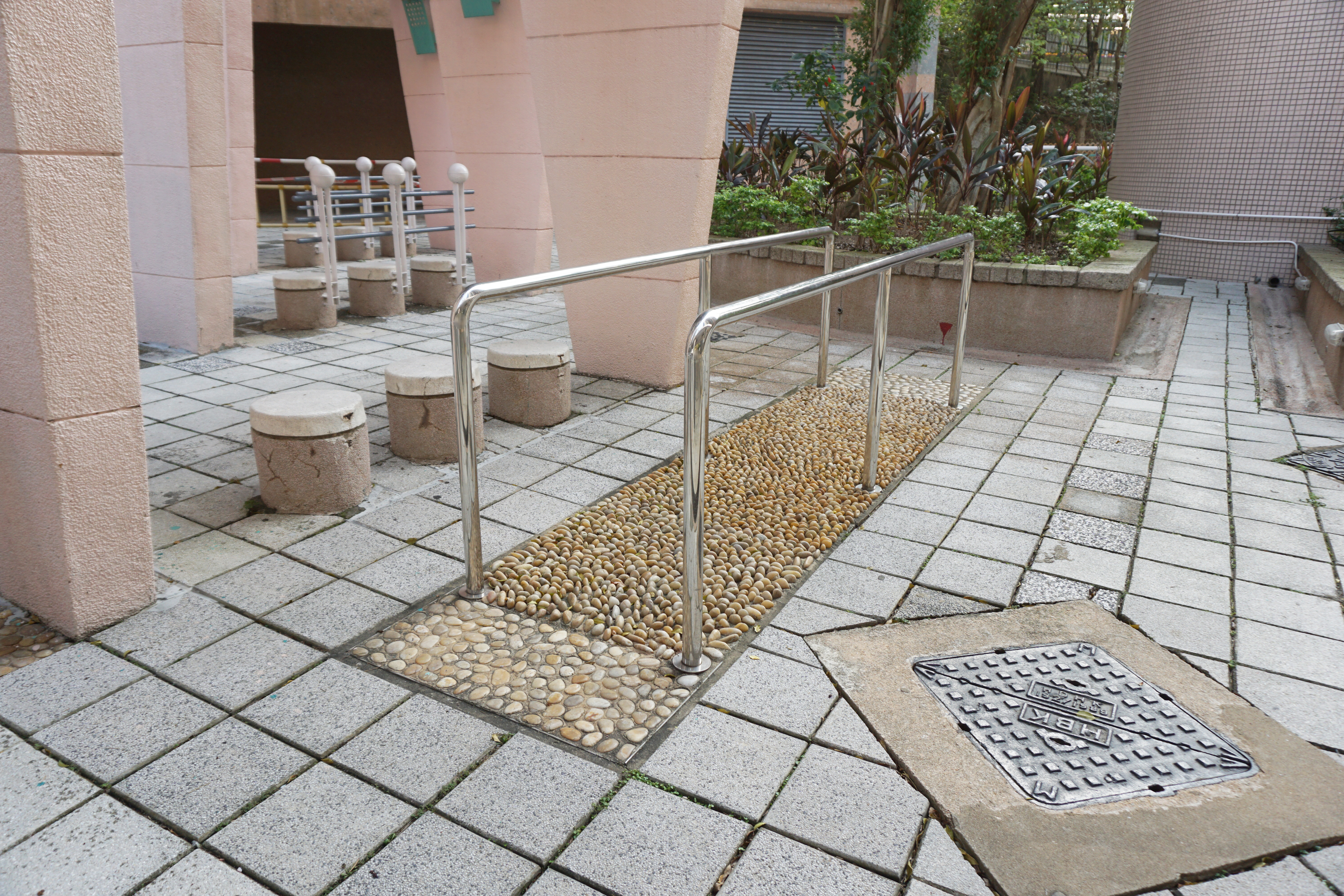
卵石路步行徑
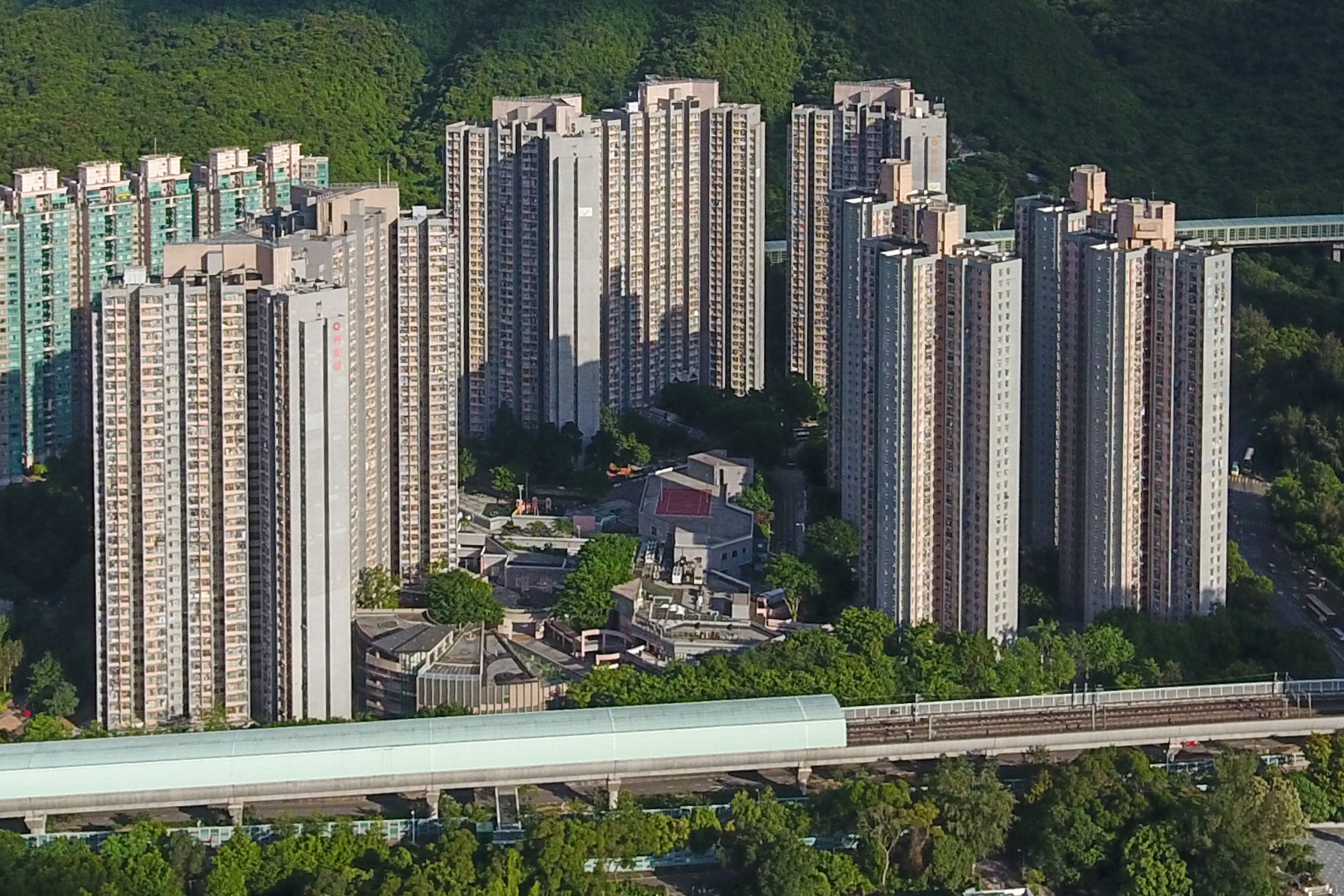
航拍錦龍苑（右）
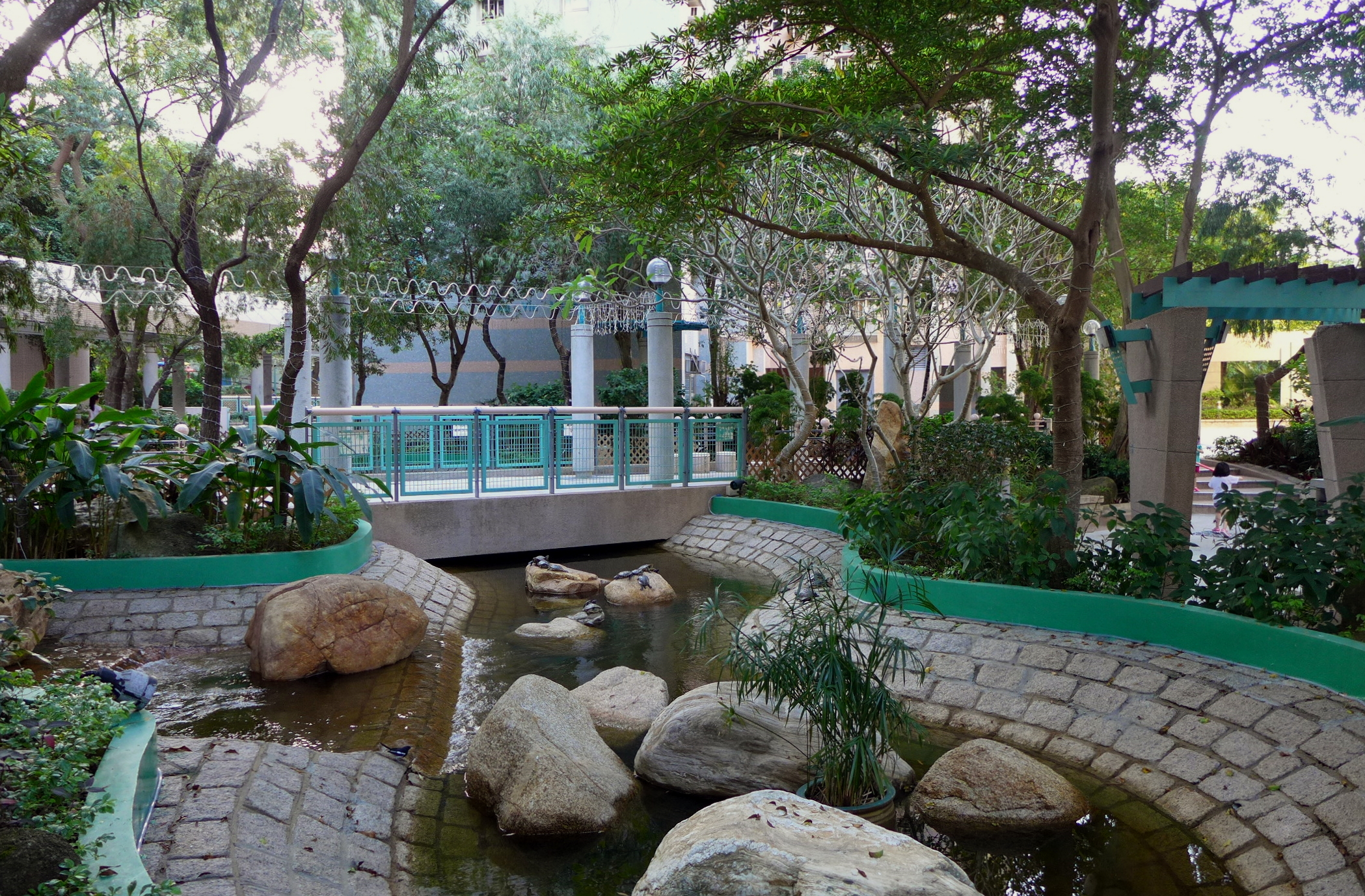
錦龍苑內的龜池（2015年11月）
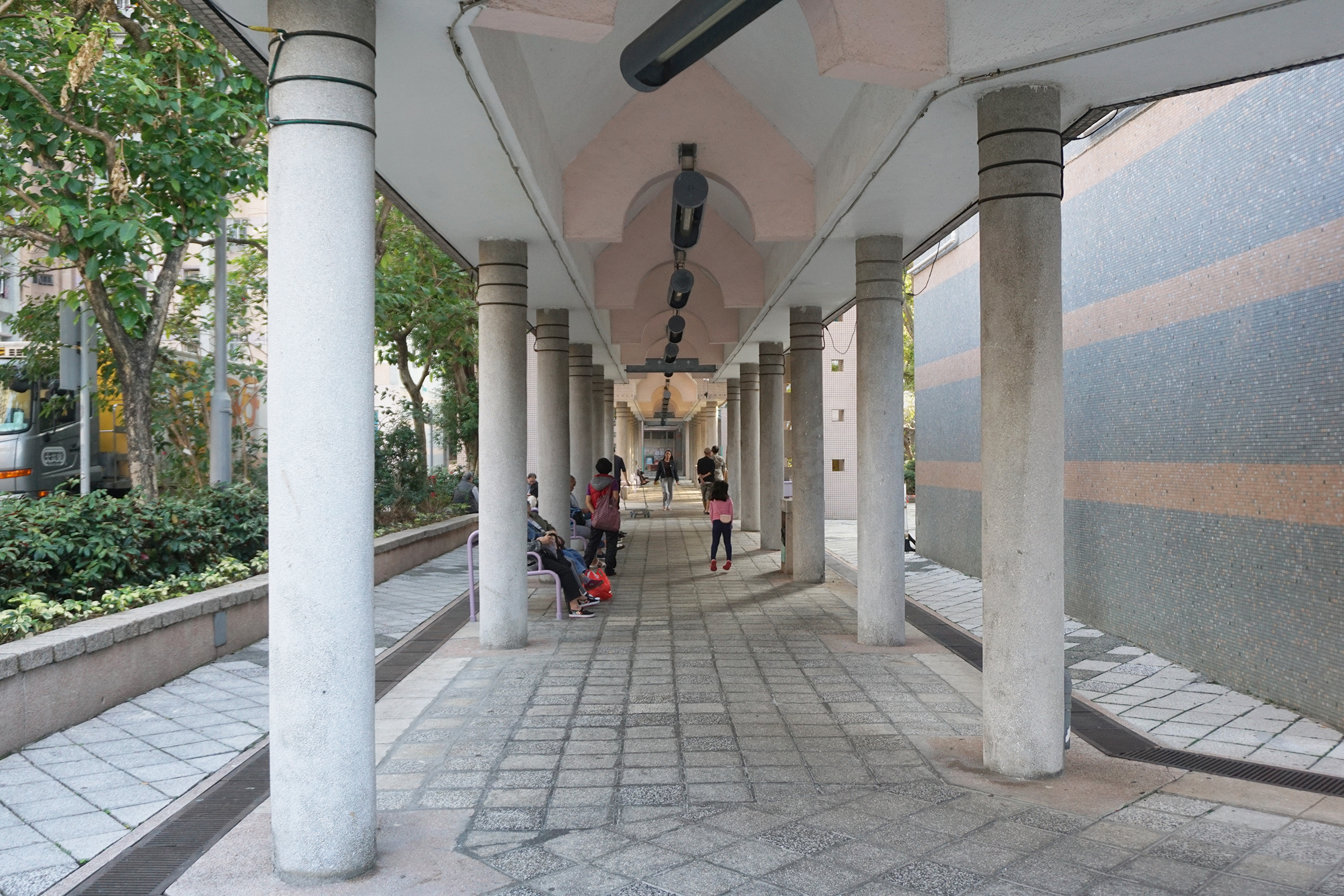
有蓋行人通道
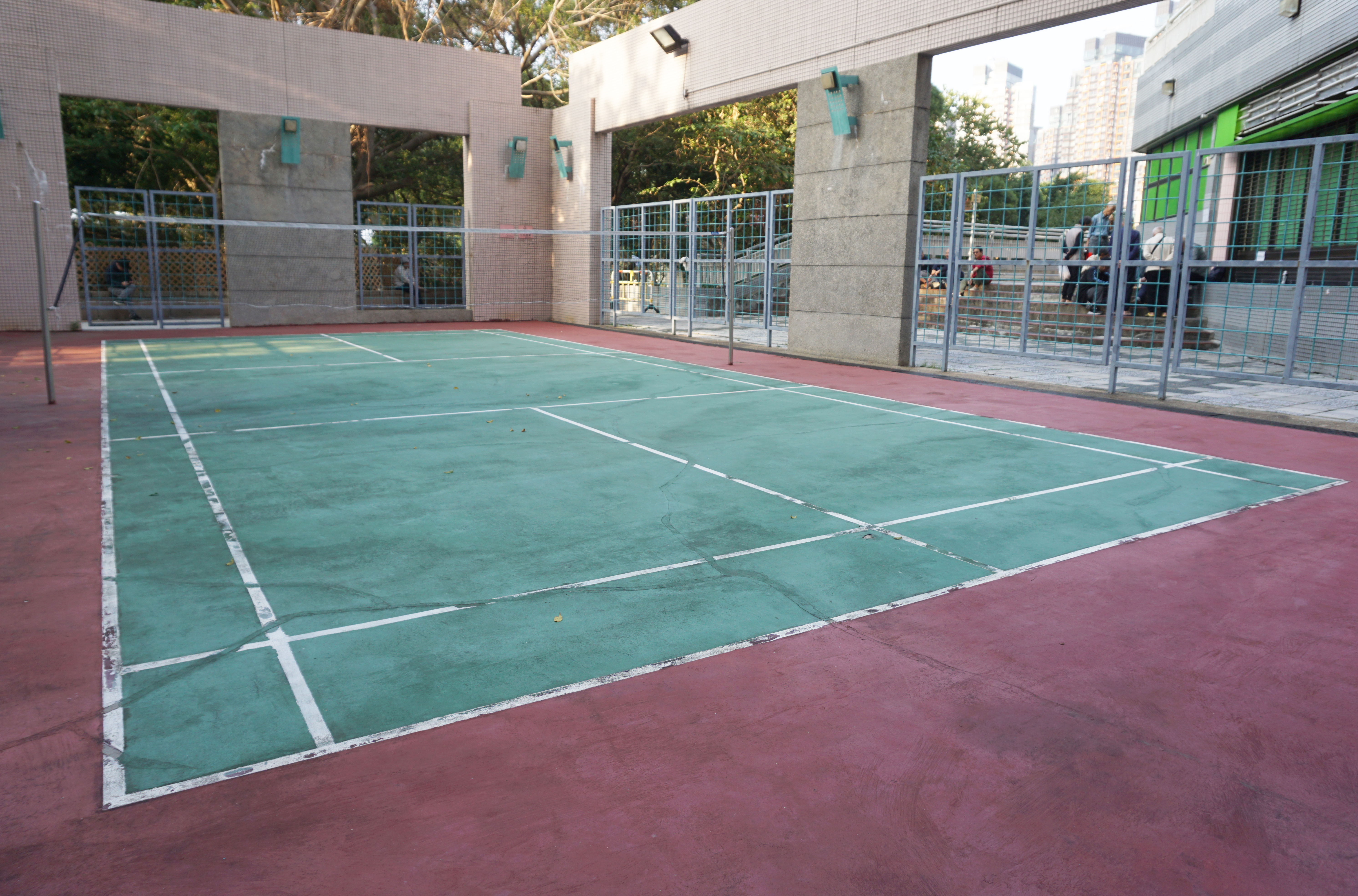
羽毛球場
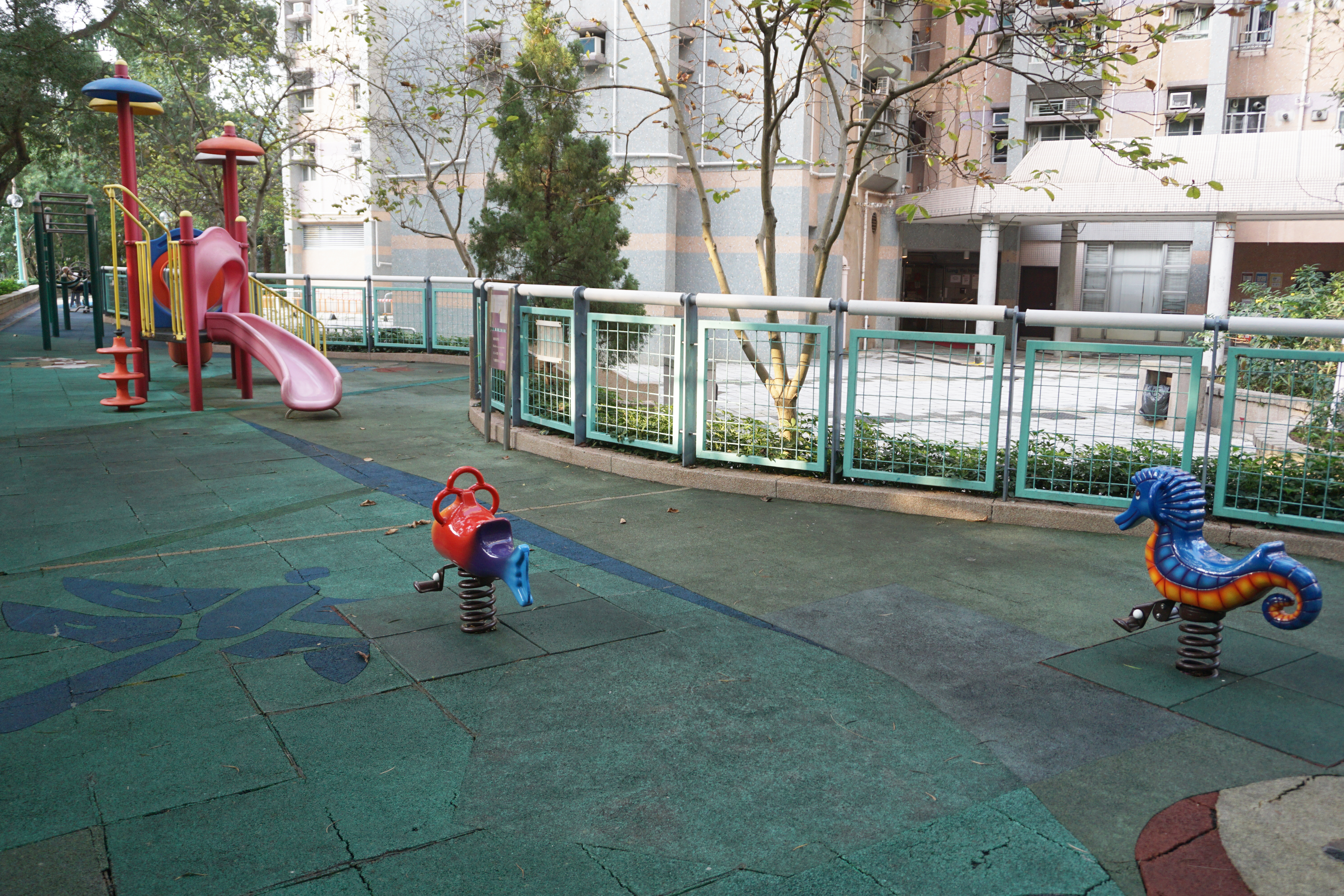
健體區及兒童遊樂場

## 鄰近屋苑
- 富寶花園
- 利安邨
- 翠擁華庭
- 銀湖·天峰